# Carsten Borchgrevink
Vous lisez un « bon article » labellisé en 2011.
Pour les articles homonymes, voir Borchgrevink.
Carsten Egeberg Borchgrevink (/karstεn bɔrkgrevink/), né le 1er décembre 1864 à Oslo en Norvège et mort dans la même ville le 21 avril 1934, était un professeur et explorateur polaire britannico-norvégien. Pionnier des expéditions modernes en Antarctique, il fut le précurseur de Robert Falcon Scott, Ernest Shackleton, Roald Amundsen et de bien d'autres personnalités de l'âge héroïque de l'exploration en Antarctique. Il commença sa carrière d'explorateur en 1894 en se joignant à une expédition norvégienne de chasse à la baleine. Il en ramena une collection des premiers spécimens de la vie végétale dans le cercle Antarctique.
Entre 1898 et 1900, Borchgrevink conduisit l'expédition Southern Cross sous le financement britannique, qui fut en 1899, la première à hiverner sur le continent Antarctique et à visiter la « Grande Barrière de glace », plus tard renommée barrière de Ross, depuis l'expédition Erebus et Terror de James Clark Ross près de soixante ans auparavant.
Borchgrevink gravit la barrière avec deux compagnons et fit le premier voyage en traîneau sur sa surface, établissant un nouveau record de latitude à 78°50'S. À son retour au Royaume-Uni, en dépit de ses exploits, les membres de l'expédition furent reçus avec un intérêt modéré par le public et l’establishment britannique, dont l'attention était alors fixée sur l'expédition Discovery de Robert Falcon Scott. Les hommes de Borchgrevink furent très critiqués vis-à-vis de leurs relations avec leur meneur. Ses propres comptes-rendus de l'expédition ont été considérés comme « journalistiques » et peu fiables.
Après l'expédition Southern Cross, Borchgrevink fut l'un des trois scientifiques envoyés en Martinique en 1902 par la National Geographic Society afin de faire un rapport sur les suites de l'éruption de la montagne Pelée. Par la suite, il s'installa à Oslo, menant une vie essentiellement loin de l'attention publique. Son travail de pionnier a été reconnu et honoré par plusieurs pays. En 1912, il a reçu un hommage particulier de Roald Amundsen, après la conquête du pôle Sud. Dès 1930, la Royal Geographical Society a reconnu la contribution de Borchgrevink dans l'exploration polaire et lui a décerné une médaille. Elle a également admis que justice ne lui avait pas été rendue pour son rôle lors de l'expédition Southern Cross.

## Biographie

### Enfance
Fils d'un avocat norvégien, Henrik Christian, originaire d'une ancienne famille noble de Trondberg, et d'une mère anglaise Annie Ridley, Carsten Egeberg Borchgrevink naquit à Oslo. La famille vécut dans le quartier d'Uranienborg, où Roald Amundsen, un compagnon occasionnel de jeux, a aussi passé son enfance. Borchgrevink étudia à l'école Gjerstsen d'Oslo, puis à l'École royale des forêts de Tharandt, en Allemagne, de 1885 à 1888.
Selon l'historien Roland Huntford, Borchgrevink était d'une nature turbulente, avec une témérité excessive qui l'a conduit, après sa formation forestière, en Australie. Pendant quatre ans, il travailla avec le gouvernement dans le Queensland et la Nouvelle-Galles du Sud avant de s'installer dans la petite ville de Bowenfels où il devint professeur de langues et de sciences naturelles à la Cooerwull Academy. Son intérêt initial pour l'exploration polaire se développa après la lecture des rapports de presse sur le travail de scientifiques locaux, le premier comité australien d'exploration en antarctique (Australian Antarctic Exploration Committee). Cette organisation, fondée en 1886, enquêtait sur la mise en place de stations permanentes de recherches scientifiques dans les régions de l'Antarctique. Ces plans n'ont pas été réalisées et ce fut un regain d'intérêt pour la chasse à la baleine au début des années 1890 qui donna l'occasion à Borchgrevink, en 1894, de participer à une expédition norvégienne en Antarctique.

### Premier voyage

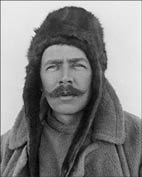
Borchgrevink vers 1898.

L'expédition qu'a rejointe Borchgrevink était organisée par Henryk Bull, un homme d'affaires norvégien qui, comme lui, s'était installé en Australie dans les années 1880. Bull prévit de faire un voyage de chasse à la baleine et aux phoques dans les eaux antarctiques. Après avoir échoué à susciter l'intérêt des sociétés savantes de Melbourne pour le partage des coûts dans une entreprise commerciale et scientifique, il revint en Norvège pour y organiser son expédition. Il a rencontré Svend Foyn, le « père de la chasse [à la baleine] moderne » et inventeur du canon à harpon, alors âgé de 84 ans. Avec l'aide de Foyn, il acquit le baleinier Kap Nor (« cap Nord »), qu'il rebaptisa Antarctic,. Bull engagea un capitaine expérimenté de baleinier, Leonard Kristensen, un équipage et une petite équipe scientifique. Ils quittèrent la Norvège en septembre 1893,. Lorsque Borchgrevink apprit que l’Antarctic devait se rendre à Melbourne en septembre 1894, il s'y rendit dans l'espoir de trouver un poste vacant. Chanceux, il put remplacer William Speirs Bruce qui avait l'intention de rejoindre l'expédition de Bull en tant que spécialiste des sciences naturelles, mais ne put pas atteindre le navire avant son départ de Norvège. Borchgrevink rencontra Bull à Melbourne et le persuada de le prendre comme un matelot et scientifique à temps partiel.
Au cours des mois suivants, les activités de chasse aux phoques de l’Antarctic autour des îles sub-antarctiques furent des succès, mais les baleines s'avérèrent difficiles à trouver. Bull et Kristensen décidèrent de mettre le cap plus au Sud, dans les zones où la présence de baleines avait été signalée par des expéditions antérieures. Le navire pénétra une « ceinture » de banquise et navigua dans la mer de Ross, mais les baleines étaient toujours introuvables. Le 17 janvier 1895, des nautoniers de l'équipage allèrent à île de la Possession où James Clark Ross avait planté le drapeau britannique en 1841. Bull et Borchgrevink laissèrent un message dans une boîte comme preuve avenir de leur passage. Sur l'île, Borchgrevink trouva un lichen, première vie végétale découverte au sud du cercle Antarctique. Le 24 janvier, le navire atteignit le cap Adare, à l'extrémité Nord de la côte de la Terre Victoria sur le continent Antarctique. L'expédition de Ross en 1841 n'avait pu mettre pied à terre ici, mais l’Antarctic eut des conditions assez calmes pour qu'une embarcation soit mise à l'eau. Plusieurs hommes dont Bull, Kristensen et Borchgrevink prirent la direction d'une plage de galets proche du cap. La question « qui est exactement allé à terre en premier ? » est litigieuse, Kristensen et Borchgrevink se disputant cet honneur avec un marin néo-zélandais de dix-sept ans, Alexander von Tunzelmann, disant qu'il avait sauté hors de l'embarcation pour la stabiliser. L'équipe a fait valoir que cet « atterrissage » était le premier sur le continent Antarctique, même s'il a pu être précédé par le capitaine de baleinier américain John Davis sur la péninsule antarctique en 1821, ou par d'autres expéditions de chasse à la baleine.
À terre, au cap Adare, Borchgrevink collecta d'autres spécimens de roches et de lichens, qui se révélèrent d'un grand intérêt pour la communauté scientifique qui avait douté de la capacité de la végétation à survivre si loin au sud. Les échantillons géologiques prélevés lors de ce débarquement étaient les tout premiers provenant de l'Antarctique et sont de nos jours, dans les collections de l'université de Glasgow au musée Hunterian ainsi qu'au musée de Warrnambool en Australie.
Une étude attentive de l'estran a été réalisée pour évaluer son potentiel comme un site où une future expédition pourrait se produire et établir ses quartiers d'hiver. Lorsque l’Antarctic eut rejoint Melbourne, Bull et Borchgrevink quittèrent le navire. Chacun espérait amasser des fonds pour une nouvelle expédition en Antarctique, mais leurs efforts n'aboutirent pas. Une animosité se créa entre eux, peut-être en raison de leurs différents récits de voyage où chacun soulignait son propre rôle sans reconnaître pleinement celui de l'autre. Par l'intermédiaire de lettres dans le journal de l'époque The Times, tous les deux prétendaient avoir été le premier à poser le pied au cap Adare.

### Préparation d'un nouveau voyage

#### Congrès international de géographie de 1895
Pour promouvoir ses idées à propos d'une expédition qui hivernera au cap Adare sur le continent Antarctique, Borchgrevink alla à Londres, où la Royal Geographical Society accueillait le sixième congrès international de géographie. Le 1er août 1895, il fit un discours lors du congrès, présentant l'estran du cap Adare comme un endroit où une expédition scientifique pourrait passer l'hiver antarctique. Il décrivit le site comme « une situation sans danger pour les abris, les tentes et les provisions » et signala qu'il y avait des indications, que dans ce lieu « les forces […] du cercle polaire n'affichaient pas pleinement la force de leurs pouvoirs ». Il a également suggéré que l'intérieur du continent pouvait être accessible à partir de l'estran par une route facile en pente douce. Il termina son discours en déclarant sa volonté de mener une expédition par lui-même.
Hugh Robert Mill, bibliothécaire de la Royal Geographical Society et présent au congrès, nota les réactions au discours : « Sa façon abrupte et son discours brusque agita les discussions académiques avec un vent frais de réalisme. Personne n'aimait beaucoup Borchgrevink à cette époque, mais il avait une qualité dynamique et un [projet clair] pour partir de nouveau au Sud inconnu qui a frappé certains d'entre nous comme de bon augure pour l'exploration ». Le congrès n'a cependant pas approuvé les idées de Borchgrevink, adoptant une résolution générale pour appuyer l'exploration antarctique, en proposant que « les diverses sociétés scientifiques à travers le monde devraient inciter, de la manière qui leur semble la plus efficace, que ce travail soit entrepris avant la fin du siècle ».

#### Recherche de soutiens

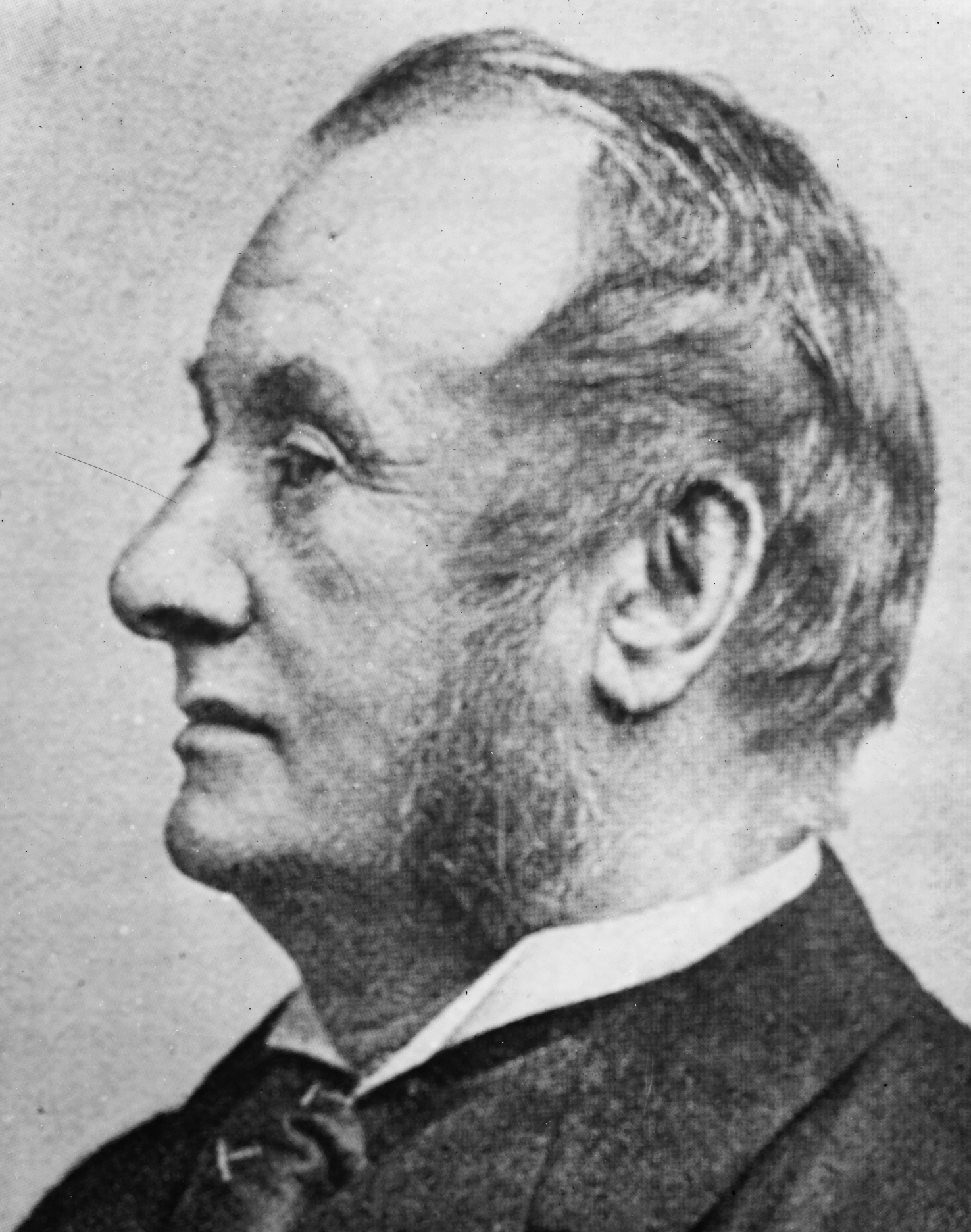
Clements Markham, président de la Royal Geographical Society qui s'opposa aux plans de Borchgrevink.

Les deux années suivantes, Borchgrevink voyagea en Europe et en Australie, en cherchant sans succès des soutiens pour ses idées d'expédition. L'un de ceux qu'il avait cherché à rallier à sa cause était William Speirs Bruce qui avait l'intention de monter sa propre expédition en Antarctique. Leurs plans d'expéditions conjointes échouèrent au moment où Borchgrevink, qui avait rompu ses relations avec Henryk Bull, apprit que Bruce était en discussion avec lui.
« Je regrette donc que nous ne pouvions pas collaborer » a-t-il écrit à Bruce. Il découvrit également que la Royal Geographical Society travaillait depuis 1893 à ses propres plans, celle d'une expédition en Antarctique. Sous l'influence de son président, Clements Markham, ce projet a été envisagé non seulement comme une entreprise scientifique, mais aussi comme une tentative de faire renaître les anciennes gloires de la marine britannique dans l'exploration polaire. Cela finit par devenir l'expédition Discovery, commandée par le capitaine Robert Falcon Scott, et ce sont ses plans qui ont attiré l'intérêt des sociétés savantes plutôt que les propositions plus modestes de Borchgrevink.
Markham était farouchement opposé à des entreprises privées qui pourraient détourner l'aide financière de son projet et Borchgrevink se trouva privé d'aide pratique. « [C'est] une colline abrupte [sur laquelle] je dois amener ma pierre [antarctique] » écrivit-il.

#### George Newnes
Au cours de sa recherche de bailleurs de fonds, Borchgrevink rencontra Sir George Newnes, éditeur de magazines britannique de premier plan et pionnier du cinéma dont le portefeuille comprenait la Westminster Gazette (en), Tit-Bits (en), Country Life et le Strand Magazine. Il n'était pas rare, pour les éditeurs, d'apporter leur soutien à l'exploration : le grand rival de Newnes, Alfred Harmsworth (plus tard connu comme Lord Northcliffe) avait peu avant financé l'expédition Jackson-Harmsworth de Frederick George Jackson à l'archipel François-Joseph, et avait promis un autre soutien financier à l'expédition Discovery. Newnes fut suffisamment impressionné par Borchgrevink pour lui offrir la totalité du budget de son projet d'expédition, soit près de £ 40 000 (environ £ 3 000 000 de 2008). Cette générosité rendit furieux Clements Markham et la Royal Geographical Society, qui virent en Borchgrevink, un « sans le sou » norvégien qui avait obtenu de l'argent britannique qui, selon eux, aurait dû leur revenir. Markham a maintenu une attitude hostile et méprisante envers Borchgrevink. 
Il blâma Mill pour avoir assisté au lancement de son expédition.
Newnes stipula que l'expédition devait naviguer sous pavillon britannique et devrait porter le titre officiel de « British Antarctic Expedition ». En l'occurrence, sur l'équipe de vingt-neuf hommes, seuls deux étaient britanniques, l'un australien et le reste norvégiens dont deux Saami qui eurent la responsabilité de s'occuper des chiens. Malgré cela, Borchgrevink tentera de souligner le caractère britannique de l'expédition, battant le pavillon personnel du duc d'York et emportant 500 piques de bambous avec un petit drapeau britannique pour, comme il l'écrit, « marquer et étendre l'Empire britannique ».

### L'expédition Southern Cross

#### Hivernage en Antarctique

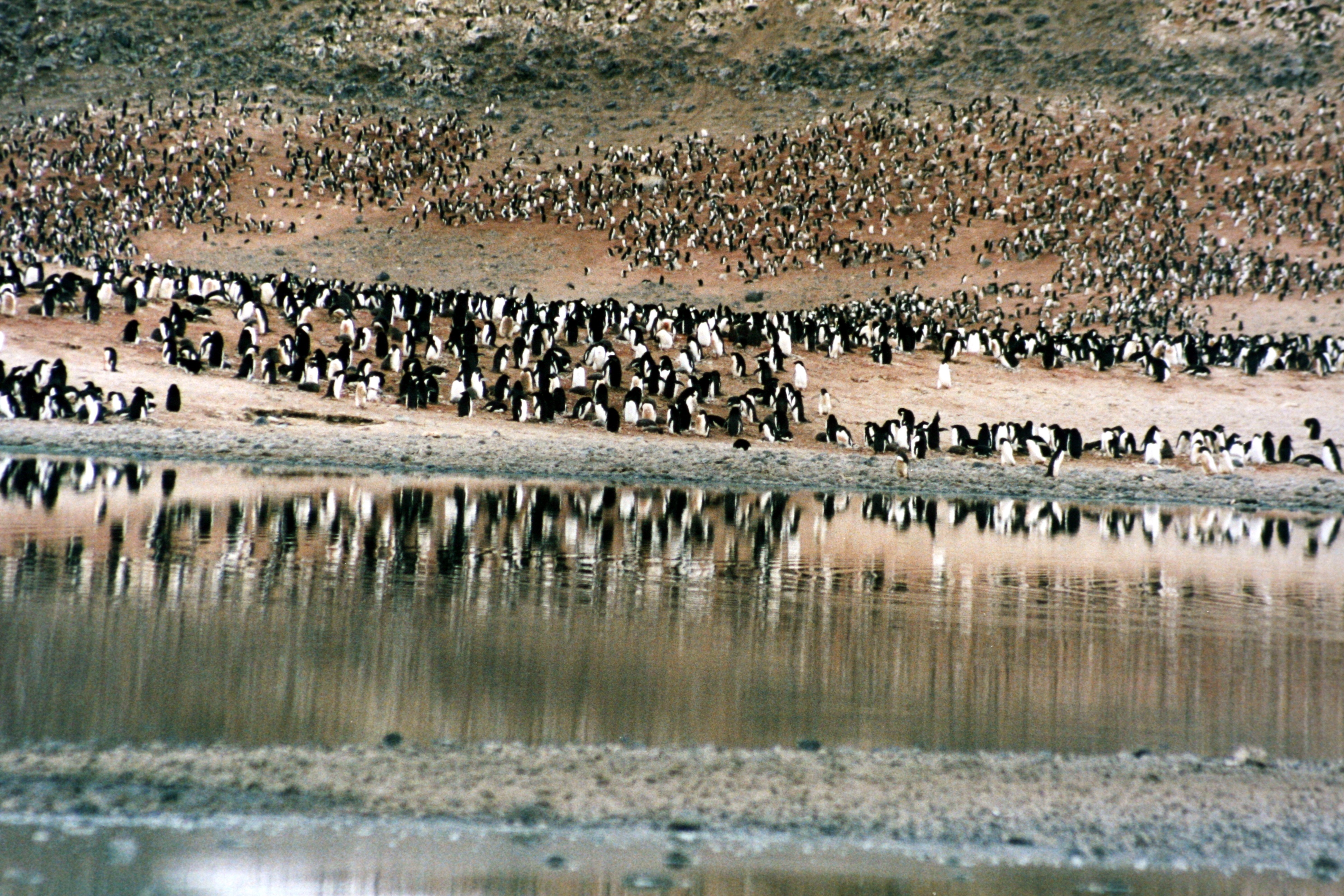
Le cap Adare en 2001, avec une colonie de manchots.

Avec un financement assuré, Borchgrevink acheta le navire baleinier Pollux, qu'il rebaptisa Southern Cross, et l'aménagea pour servir en Antarctique. Le Southern Cross partit de Londres en août 1898, et après une pause de trois semaines à Hobart, en Tasmanie, atteignit le cap Adare le 17 février 1899. Là, sur le site que Borchgrevink avait décrit devant le Congrès, les membres de l'expédition mirent en place, au milieu d'une colonie de manchots, la première base sur le sol antarctique. Le camp fut nommé « camp Ridley » en l'honneur de la mère de Borchgrevink. Le 2 mars, le navire prit le départ de la Nouvelle-Zélande pour y hiverner, laissant une équipe de dix hommes sur place avec provisions, équipements et soixante-dix chiens. Ce furent les premiers chiens emmenés en Antarctique et l'expédition fut aussi pionnière dans l'utilisation du réchaud Primus, inventé en Suède six ans plus tôt. Les chiens et le réchaud seront de chaque expédition en Antarctique qui ont suivi au cours de l'âge héroïque de l'exploration en Antarctique.
Louis Bernacchi, physicien australien de l'équipe et futur participant à l'expédition Discovery de Robert Falcon Scott, écrira plus tard : « À bien des égards, Borchgrevink n'était pas un bon chef ». Borchgrevink n'était évidemment pas autocrate, mais sans le cadre d'une hiérarchie acceptée, selon Bernacchi un état « d'anarchie démocratique » a prévalu, avec « la saleté, le désordre et l'inactivité à l'ordre du jour ». En outre, l'hiver avançant, Borchgrevink qui espérait que le cap Adare échapperait aux pires conditions météorologiques de l'Antarctique, se rendit compte de son erreur : il avait choisi un site qui était particulièrement exposé aux vents glacés soufflant vers le nord depuis l'intérieur du continent.
Au fil du temps, les hommes d'équipage devinrent irritables et rongés par l'ennui. Il y avait des accidents : une bougie laissée allumée causa un sérieux incendie, et à une autre occasion, plusieurs membres de l'équipe se sont retrouvés presque asphyxiés par des fumées du réchaud.
Borchgrevink tenta d'établir une routine avec des travaux scientifiques réalisés tout au long de l'expédition, mais comme il l'écrit lui-même, se référant à l'absence générale de manque de fraternité entre les hommes : « le silence hurle dans les oreilles ». De plus, le moral en berne, le zoologiste du groupe, Nikolai Hansen, tomba malade. Malgré un traitement médicamenteux, il mourut le 14 octobre. La cause exacte de sa mort est encore inconnue, mais le béribéri est suspecté.

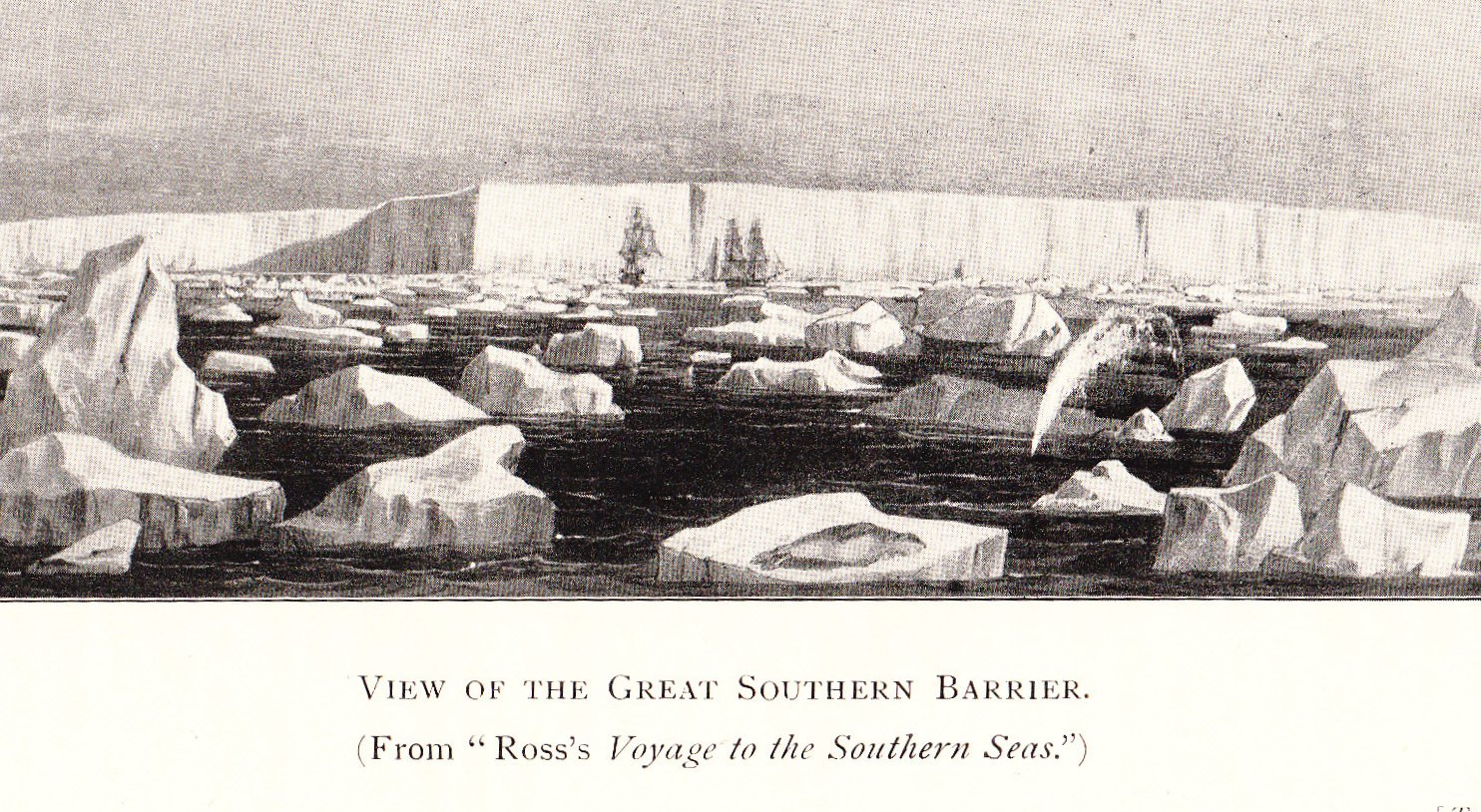
Dessin de la Grande Barrière de glace de 1843. Borchgrevink est le premier à revenir à la barrière après James Clark Ross.

Quand l'hiver se termina, les voyages en traîneaux redevinrent possibles. Les hypothèses de Borchgrevink sur une voie facile vers intérieur se sont révélées fausses : des chaînes de montagnes glaciaires voisines du cap Adare excluaient toutes tentatives, limitant l'exploration à la zone immédiate autour du cap,. Néanmoins, le plan initial de Borchgrevink était atteint avec un camp de base pour passer l'hiver sur le continent Antarctique et acquérir des observations scientifiques. En janvier 1900, le Southern Cross revint les chercher. Borchgrevink décida d'abandonner le camp, même s'il y avait suffisamment de provisions et d'équipements pour rester une année de plus. Au lieu de rentrer au pays directement, le Southern Cross mit cap vers le Sud jusqu'à ce qu'il atteigne la Grande Barrière de glace découverte par Sir James Clark Ross lors de l'expédition Erebus et Terror de 1839 à 1843 et, qui fut plus tard rebaptisée en son honneur. Personne ne l'avait visitée depuis lors et Ross avait été incapable d'y accoster pour la gravir. Borchgrevink découvrit une voie possible dans la barrière. Des années plus tard, cette voie sera nommée « baie des Baleines » par Ernest Shackleton. Cette voie, Roald Amundsen, la reconnut lors de l'expédition Amundsen comme d'une importance cruciale pour l'exploration du nouveau continent. Là, le 16 février 1900, Borchgrevink, William Colbeck et le musher Per Savio firent la première montée de la barrière et, avec les chiens et les traîneaux, parcoururent 16 km vers le sud pour fixer un nouveau record de latitude à 78°50'S,.
Le Southern Cross visita d'autres îles de la mer de Ross avant de mettre le cap pour atteindre la Nouvelle-Zélande, y arrivant le 1er avril. Borchgrevink avait ensuite pris un bateau à vapeur pour l'Angleterre en arrivant au début du mois de juin.

#### Retour

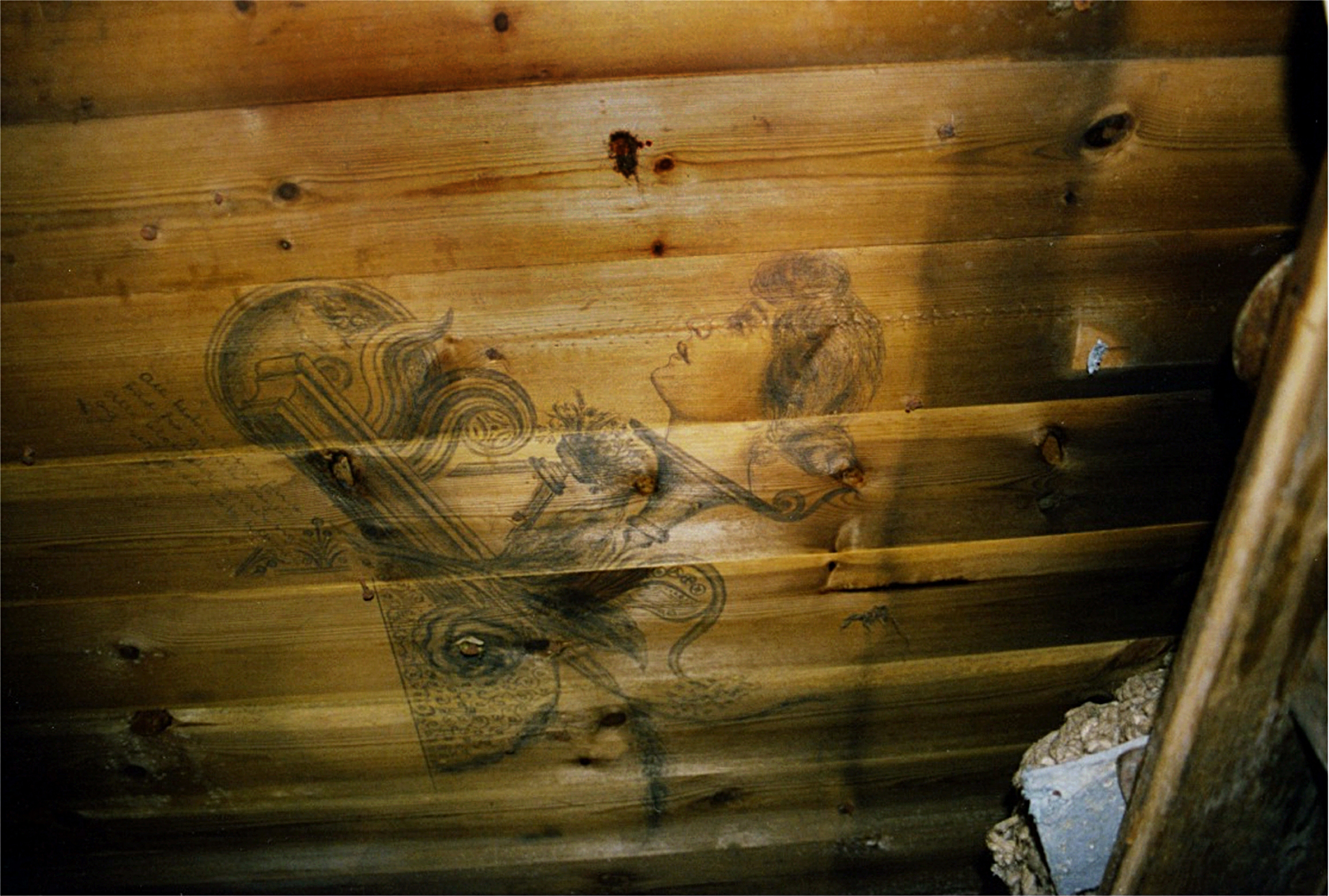
Un dessin réalisé au-dessus du lit de Kolbein Ellefsen, dans la hutte de Borchgrevink au cap Adare. Ellefsen était un des membres de l'expédition Southern Cross. Il était un bon navigateur tout en étant le cuisinier de l'expédition ainsi qu'un artiste talentueux.

L'accueil offert à l'expédition à son retour en Angleterre était tiède. L'attention du public était solidement fixé sur la prochaine expédition nationale, de laquelle Robert Falcon Scott venait d'être nommé commandant, plutôt que sur une entreprise qui semblait n'être britannique que par le nom. En dépit des réalisations de l'expédition Southern Cross, il y avait encore du ressentiment dans les cercles géographiques à la suite du don de Newnes qui avait privé l'autre expédition de cet argent. En outre, William Speirs Bruce s'était plaint que Borchgrevink s'était approprié les plans qu'il avait mis au point et qu'il avait dû abandonner. La crédibilité de Borchgrevink n'avait pas été soutenue par le ton vantard distillé dans les divers articles publiés dans les magazines de Newnes, ni par le style journalistique de son compte rendu d'expédition rapidement écrit, First on the Antarctic Continent (« Premier sur le continent antarctique »), dont l'édition anglaise parue en 1901.
Saluant son expédition comme un grand succès, Borchgrevink parla d'un « autre Klondike » : une abondance de poissons, de phoques, d'oiseaux et de « quartz, dans lequel des métaux sont [visibles] ». Dans son livre, il énuméra les réalisations principales de l'expédition : la preuve qu'une expédition pouvait vivre en Terre Victoria pendant l'hiver, les observations magnétiques et météorologiques continuées sur un an, une estimation de la position du pôle Sud magnétique, les découvertes de nouvelles espèces d'insectes, de la faune et des eaux peu profondes, la cartographie côtière et la découverte de nouvelles îles, le premier arrêt sur l'île de Ross, et enfin, l'ascension de la Grande Barrière de glace et le voyage à 78°50'S, soit « le plus au sud jamais atteint par l'homme ». Toutefois, en réalité le choix du site d'hivernage au cap Adare avait exclu toute exploration sérieuse de l'intérieur de l'Antarctique. Les résultats scientifiques ont été moins nombreux que prévu, en partie dû à la perte de certaines notes de Nikolai Hansen sur l'histoire naturelle. Borchgrevink peut avoir été responsable de cette perte puisqu'il sera, plus tard, impliqué dans un litige avec les anciens employeurs de Hansen du musée d'histoire naturelle de Londres, au sujet de ces notes manquantes et de spécimens recueillis par Hansen.
Pendant les années suivant son retour, Borchgrevink fut honoré par l'American Geographical Society et a été fait chevalier de l'Ordre de Saint-Olaf par le souverain Oscar II de Suède,. Plus tard, il a reçu les honneurs équivalent du Danemark et de l'Autriche, mais au Royaume-Uni, son travail a été, pendant de nombreuses années, en grande partie méconnu malgré la reconnaissance de Hugh Robert Mill « d'un fringant morceau de travail de pionnier, utile dans la formation […] ». L'historien David Crane suggère que si Borchgrevink avait été un officier de la Royal Navy, l'Angleterre aurait pris plus au sérieux ses réalisations.

### Vie post-exploration

#### Éruption de la montagne Pelée en 1902
En l'été 1902, Borchgrevink fut l'un des trois géographes invités par la National Geographic Society (NGS) pour faire un rapport sur les répercussions de l'éruption de la montagne Pelée, sur l'île française de la Martinique. Ces éruptions en mai 1902 détruisirent la ville de Saint-Pierre faisant de nombreux morts. Borchgrevink visita l'île en juin, quand le pic de l'activité volcanique était passé. Il y trouva la montagne « parfaitement calme ». Pourtant, il ne pensa pas que Saint-Pierre devait être de nouveau habité. Il y signala une coulée, au pied de la montagne, lorsqu'un jet de vapeur d'eau sortit de terre juste après son passage et son équipe. Il notera : « s'il avait touché l'un de nous, [il aurait été] ébouillanté […] ». Il a ensuite présenté son rapport au siège de la NGS à Washington.

#### Retraite
À son retour de Washington, Borchgrevink prit pratiquement sa retraite pour se consacrer à sa vie privée. En septembre 1896, il épousa une anglaise, Constance Prior Standen, avec qui il s'installa à Slemdal, près d'Oslo, où ses deux fils et ses deux filles naquirent. Borchgrevink se consacra principalement à des activités sportives et littéraires, publiant un livre intitulé The Game of Norway,. À deux reprises, il semblait avoir considéré un retour en Antarctique, d'abord en août 1902 où il avait déclaré son intention de mener une nouvelle expédition en Antarctique pour la National Geographic Society, mais cela ne déboucha en rien. Plus tard, en 1909 à Berlin, il y annoncera une autre expédition qui avortera également.
Bien qu'il soit resté dans l'ombre, Borchgrevink conserva son intérêt pour les questions sur l'Antarctique, rencontrant Robert Falcon Scott peu avant le départ du Terra Nova pour l'Antarctique pour sa dernière expédition de 1910. Quand les nouvelles de son sort furent connues, Borchgrevink rendit hommage à Scott : « Il fut le premier [sur place] avec une expédition organisée finement et le premier qui eut fait un travail systématique sur le grand continent polaire sud ». Il écrivit aussi une lettre de condoléances à John Scott Keltie, le secrétaire de la Royal Geographical Society.
En Norvège, Borchgrevink divisait l'opinion : Roald Amundsen était un ami de longue date et un de ses partisans, tandis que Fridtjof Nansen, selon Scott, parlait de lui comme d'une « fraude considérable ». Lorsque Amundsen fut de retour de sa conquête du pôle Sud en 1912, il rendit un hommage complet au travail de pionnier de Borchgrevink : « Nous devons reconnaître qu'en [réussissant l'ascension] de la barrière, Borchgrevink a ouvert la voie vers le sud et [mis de côté] le plus grand obstacle aux expéditions qui ont suivi ».
Au cours de ses dernières années, Borchgrevink vécut tranquillement. En 1930 vint une reconnaissance tardive de Londres via la Royal Geographical Society qui lui décerna une médaille, proclamant que l'ampleur des difficultés surmontées par Borchgrevink avait d'abord été sous-estimée : « Ce n'est qu'après les travaux [d'une des équipes] de Scott […] que nous avons été en mesure de réaliser l'improbabilité que n'importe quel explorateur aurait pu faire davantage dans le district du cap Adare que ce que M. Borchgrevink a accompli. Il apparaît alors que justice ne lui a pas été rendue à l'époque pour le travail de pionnier de l'expédition Southern Cross, qui avait été menée sous le drapeau britannique et à la charge d'un bienfaiteur britannique ».

### Mort et postérité

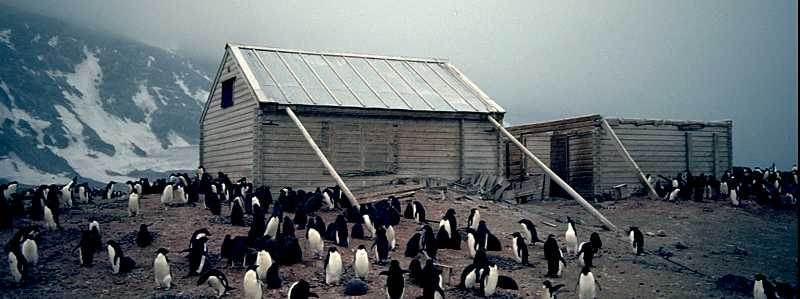
Abri de Borchgrevink au cap Adare.

Carsten Borchgrevink mourut à Oslo le 21 avril 1934. En dépit de son « désir presque obsessionnel d'être le premier » et son manque de formation scientifique officielle, il fut reconnu comme un pionnier dans le travail antarctique et comme un précurseur pour les expéditions plus élaborées venues après. Un certain nombre de caractéristiques géographiques dans l'Antarctique commémorent son nom : la côte Borchgrevink en Terre Victoria, entre le cap Adare et le cap Washington, le glacier Borchgrevink avec sa langue glaciaire en Terre Victoria et le glacier Borchgrevinkisen (en) dans la Terre de la Reine-Maud. Son nom est également porté par le poisson de l'Antarctique Pagothenia borchgrevinki.
L’abri de son expédition est toujours présent au cap Adare et est sous la surveillance de l'Antarctic Heritage Trust de la Nouvelle-Zélande, qui agit aussi comme organisme de conservation des abris de Scott et de Shackleton ailleurs sur le continent. L'abri de Borchgrevink a été désigné par ce dernier comme « zone antarctique spécialement protégée » (Antarctic Specially Protected Area no 159) en 2002 et en juin 2005, il adopta un plan de gestion pour son entretien futur et son accessibilité aux visiteurs. Il est classé comme monument historique de l'Antarctique.